# Leicht französisch
Leicht französisch ist eine US-amerikanische Musicalkomödie aus dem Jahr 1949 von Douglas Sirk mit Dorothy Lamour und Don Ameche in den Hauptrollen. Der Film wurde von Columbia Pictures produziert und ist eine Neuverfilmung von Columbias 1933 entstandenen Let's Fall in Love.

## Handlung
Der Filmregisseur John Gayle ist ein verbissener Perfektionist. Seine Schwester Louisa will ihm helfen zu entspannen und besucht mit ihm einen Jahrmarkt. Dort wird John auf die Sängerin Mary O’Leary aufmerksam.
Am Filmset kommt es zu Problemen. Johns fordernde Art bringt den französischen Filmstar Yvonne La Tour dazu, die Dreharbeiten zu verlassen. John wird daraufhin gefeuert. Er verfällt auf die Idee, Mary als französischen Filmstar aufzubauen. Er will so den Film retten und seinen Job wiederbekommen. Louisa hat Vorbehalte, dennoch zieht Mary zu den Gayles und wird von John unterrichtet. Mit der Zeit verliebt sich Mary in John, erkennt aber schon bald, dass sie für ihn lediglich das Mittel zum Zweck ist.
Einige Zeit später ist John mit dem Unterricht zufrieden. Mary soll von nun an als Rochelle Olivier, seine französische Freundin, agieren. Mary geht zum Strand, um zu schwimmen, und begegnet dort dem Produzenten Douglas Hyde. Sofort lotsen Louisa und John Douglas von Mary weg. Louisa ist sich sicher, dass Douglas genug von Marys Figur im Badeanzug abgelenkt war, um nicht auf ihr Gesicht zu achten.
Mary wird Douglas als Rochelle vorgestellt. Der Produzent will sie sofort unter Vertrag nehmen. Mary bedingt sich aus, dass John wieder als Regisseur eingesetzt wird. Während der Dreharbeiten macht Douglas Mary/Rochelle den Hof. Als Douglas seinen neuen Star zu einem Wohltätigkeitsball mitnimmt, wird John eifersüchtig. Er beginnt mit Mary ein Streitgespräch, in dessen Verlauf Mary unabsichtlich ihre wahre Identität enthüllt, was einige Sensationsreporter mitbekommen. Douglas befürchtet, nun gefeuert zu werden, doch seine Vorgesetzten sind von der unvermuteten Werbung begeistert.
John wird jedoch gefeuert. Mary befürchtet, auch entlassen zu werden und packt ihre Sachen. Douglas erklärt ihr, dass er schon vom ersten Augenblick das Täuschungsmanöver durchschaut habe. Er will mit ihr weiterarbeiten, doch Marys Liebeskummer schlägt sich auf ihre Darstellung nieder. Louisa macht John klar, dass er Mary liebe, gleichzeitig stellt Douglas fest, dass er in Louisa verliebt ist. John wird wieder eingestellt und die beiden Paare freuen sich auf die Zukunft.

## Produktion

### Hintergrund
Gedreht wurde der Film vom 9. Januar bis zum 2. März 1948 in Los Angeles.

### Stab
Carl Anderson oblag die künstlerische Leitung. Jean Louis war für die Kostüme zuständig.

### Besetzung
In kleinen nicht im Abspann erwähnten Nebenrollen traten Patricia Barry, William Bishop, Franklyn Farnum, Frank Ferguson, Bess Flowers, Myron Healey, Harold Miller, Gerald Mohr, Wally Rose, Fred F. Sears und Pierre Watkin auf.

### Musik
Im Film wurden folgende Songs gespielt:
- Let's Fall in Love von Harold Arlen und Ted Koehler
- Fifi from the Follies Bergere, Learn About Love und Love Masquerade von Allan Roberts und Lester Lee

Musikalischer Direktor war Morris Stoloff.

## Veröffentlichung
Die Premiere des Films fand am 2. Februar 1949 in Hollywood statt. In der Bundesrepublik Deutschland wurde er am 28. April 1977 im deutschen Fernsehen ausgestrahlt.

## Kritiken
Der Filmkritiken-Aggregator Rotten Tomatoes hat in einer Auswertung ein Publikumsergebnis von 27 Prozent positiver Bewertungen ermittelt.
Das Lexikon des internationalen Films schrieb: „Douglas Sirk, der Meister des melodramatischen Kinos, inszenierte die banale Geschichte mit gewohnter Perfektion und guten Darstellern.“
Der Kritiker des TV Guide befand, dass Regisseur Sirk, obgleich mit leichter Unterhaltung weit von seinem üblichen Genre entfernt, mit leidenschaftlicher Professionalität gearbeitet habe.